# Thismia aseroë
Thismia aseroë är en enhjärtbladig växtart som beskrevs av Odoardo Beccari. Thismia aseroë ingår i släktet Thismia och familjen Burmanniaceae. Inga underarter finns listade i Catalogue of Life.